# Emeryson
Emeryson Cars Ltd var en brittisk tillverkare av tävlingsbilar.

## Historik
George Emery byggde tävlingsbilar redan på 1930-talet och efter andra världskriget kom även sonen Paul in i verksamheten. Emeryson byggde små formel 3-bilar med 500-kubiksmotorer, bland annat en framhjulsdriven bil. Paul Emery var full av innovativa lösningar men saknade allt som oftast ekonomiska resurser att utveckla sina idéer. I mitten av 1950-talet utvecklade Emery en formel 2-bil som han även körde i grand prix-tävlingar utanför VM. Emerys enda start i formel 1-VM blev på Silverstone 1956.
1960 tog Emeryson över Connaught Engineerings lokaler. Där utvecklade man en F1-bil som såldes till Equipe Nationale Belge. Emeryson byggde även en version för Formel Junior. I slutet av 1961 köpte den amerikanske racerföraren Tony Settember och hans finansiär Hugh Powell in sig i Emeryson för en mer omfattande F1-satsning. Ett år senare lämnade Paul Emery företaget. Settember och Powell drev då verksamheten vidare under namnet Scirocco-Powell.

## F1-säsonger
| Säsong | Tävlingsnamn       | Bil          | Motor                  | Poäng | Förare 1       |
| ------ | ------------------ | ------------ | ---------------------- | ----- | -------------- |
| 1956   | Emeryson Cars Ltd. | Emeryson Mk1 | Alta 2.5 L4            | 0     | Paul Emery     |
| 1962   | Emeryson Cars Ltd. | Emeryson Mk2 | Coventry Climax 1.5 L4 | 0     | Tony Settember |

## Andra stall
| Stall                  | Säsong | Konstruktör       | Antal lopp |
| ---------------------- | ------ | ----------------- | ---------- |
| André Pilette          | 1961   | Emeryson-Climax   | 1          |
| Equipe Nationale Belge | 1961   | Emeryson-Maserati | 1          |
| Ecurie Maarsbergen     | 1962   | Emeryson-Climax   | 1          |